# 网民
網路用戶，又稱網友、网民（英語：netizen），一般是泛指網絡使用者。

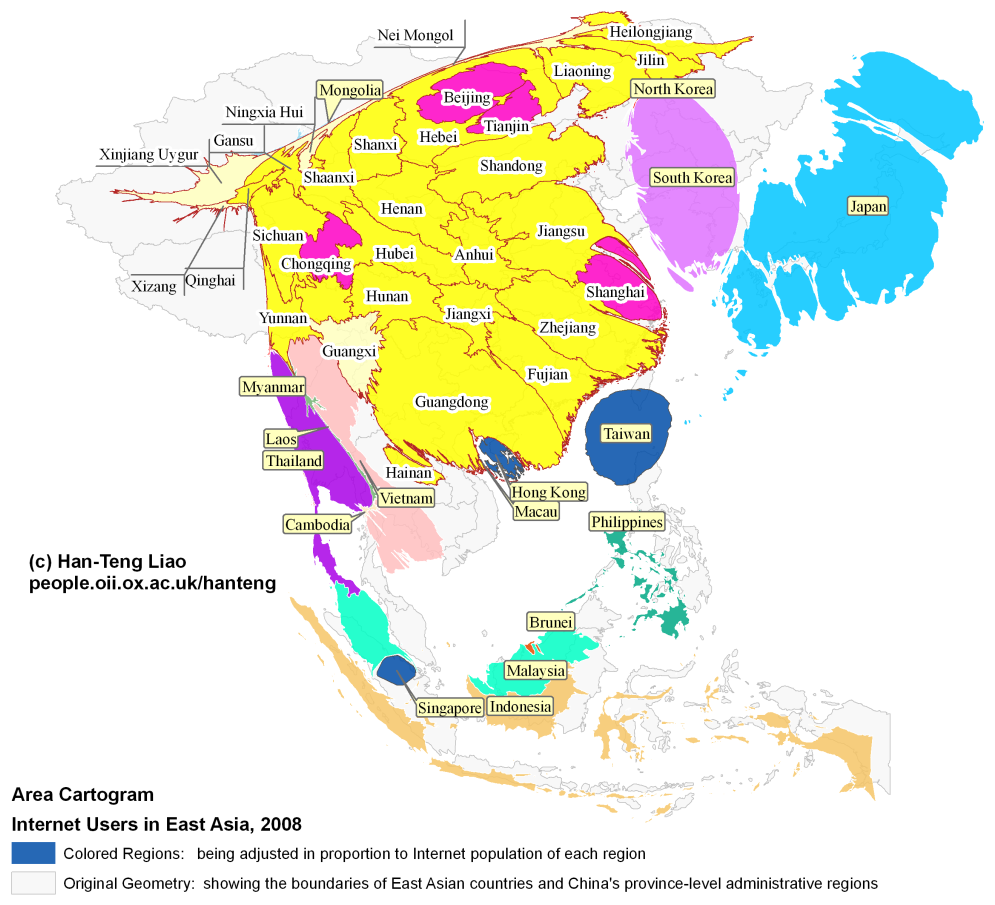
2008年東亞網民分佈的面積統計比較地圖

國際電信聯盟、各地域的網路資訊中心及跨國的世界網路調查研究計劃 （页面存档备份，存于）有寬緊不同程度的定義，來方便統計網民人口以形成對網際網路發展的政策參考及學術研討。

## 詞源與用法
来自英語的Netizen是混成詞，語源自互聯網（Internet）及公民（citizen）兩套概念。Netizen在英语裡像1990年代末互联网泡沫的许多词汇一样没有變流行。现在常用来表达此词义的英语词汇是“Internet user”（网络用户）。但中國大陸背景的英語媒體至今仍經常用“Netizen”來翻譯中文的“網友”和“網民”兩詞彙。這種用法造成“Netizen”在關於中國的報道中出現的頻率比在其他場合出現的頻率要高得多。
在中國大陸，「網民」與「網友」意思類同，都可泛指网络用户，同时「網友」还可以作为网络用户之间的互称，或专指在網路结识的朋友。港澳用「網民」指网络用户，「網友」专指網絡结识的朋友；台灣多用「網友」，不常用「網民」。
臺灣知名電子布告欄批踢踢實業坊中，引用電影《九品芝麻官》的臺詞，用戶常稱「鄉民」，今日衍伸至各大網路論壇的網路用戶，都時常互稱鄉民。

## 生活習慣
一些網民每天花很長的時間沉浸在網上，可能在工作、瀏覽社群網站、收發電子郵件或線上聊天。有這種行為的人在中國大陸俗稱「網蟲」，其很可能已經把日常生活的大部份工作，例如安排會議、記事等各種功能都搬到網上的门户网站去。
各式各樣的手機與平板電腦等行動通訊設備變得流行，網民即使離開房間仍可隨時隨地上網。

## 社會學意義
一般來說，網民都经常光顾各网络论坛，并对某一事件或主题发表自己的看法。在网上，其真實身份屏蔽了，人们可以获得相对更多的舆论自由，网民观点经常被看成是民意的真实反映。中國大陸一些遊行、抗議就是由網民聯合策動；著名的突尼斯茉莉花革命也是網友經由臉書、Twitter等網路工具發起的抗爭。互聯網使網民的力量更容易聚合為一，組成社會新力量——第五權。

## 外部連結
- 網民：它在互聯網及新聞組的歷史及衝擊 （页面存档备份，存于）（英文）
  - 目錄 （页面存档备份，存于） - Michael Hauben